# Union der Generaloberen
Die Union der Generaloberen (italienisch: Unione Superiori Generali (USG); bis 1967: Unione Romana dei Superiori Generali) ist der Dachverband der römisch-katholischen Ordensgeneraloberen.
Er wurde 1955 von der Päpstlichen Kongregation für die Ordensleute offiziell eingerichtet. Zweck der USG soll es sein, „das Leben und die Mission der einzelnen Institute im Dienst der Kirche für eine wirksamere Zusammenarbeit untereinander und einen fruchtbaren Kontakt zum Heiligen Stuhl und zur Hierarchie zu fördern“.
Mitglieder der USG sind alle Generaloberen der römisch-katholischen Orden und der Gesellschaften des Apostolischen Lebens des päpstlichen Rechts. Die Generaloberen der Institute des diözesanen Rechts können der Union als beigeordnete Mitglieder angehören. Das höchste Organ der USG ist die Generalversammlung, die mindestens einmal pro Jahr einberufen werden muss. Sie wählt den Rat der USG als geschäftsführendes Organ: Vorsitzender, stellvertretender Präsident und zehn Ratsmitglieder.
Zweimal jährlich versammeln sich die Generaloberen und Mitglieder der Union der Ordensoberen und befassen sich mit Themen, die für die römisch-katholischen Orden von Bedeutung sind.

## Entstehung
Erste Anregungen zur Einrichtung der USG gehen auf das Heilige Jahr 1950 zurück. Damals wurde in Rom der internationale Kongress Gli Stati di Perfezione („Zustände der Vollkommenheit“) abgehalten. Die Generaloberen kamen am Rande dieser Tagung mehrfach zu Beratungen über das religiöse Leben zusammen. Der Assumptionisten-Pater Gervais Quenard (Generaloberer 1923–1952) lud am 23. Januar 1952 Jesuiten und Franziskaner zu einem Arbeitsessen, um über eine engere Zusammenarbeit unter den Generaloberen zu sprechen, woraufhin sich im darauffolgenden Februar sechs Generalobere zu entsprechenden Beratungen trafen. Am 23. April 1952 wurden schließlich 65 Generalobere in den Palazzo Salviati an der Piazza della Rovere in Rom zusammengerufen und gründeten – noch inoffiziell – die USG. Förmlich bestätigt wurde sie von der päpstlichen Kongregation erst im März 1955. 1967 entfiel im offiziellen Titel der Begriff „Romana“.

## Leitung
Vorsitzender der USG ist der venezolanische Jesuit Arturo Sosa Abascal. Er wurde im November 2018 für die Amtszeit von 2019 bis 2021 gewählt und im November 2021 für die Amtszeit von 2022 bis 2024 wiedergewählt.
Die letzten seiner Vorgänger waren:
- von 2006 bis 2012 der mexikanische Salesianer Pascual Chávez (* 20. Dezember 1947)[3]
- 2013 der spanische Franziskaner José Rodríguez Carballo.[4] Er war im November 2012 für die übliche dreijährige Amtszeit von 2013 bis 2015 gewählt worden. Gemäß den kanonischen Bestimmungen endete seine Amtszeit mit dem Tag seiner Bischofsweihe am 18. Mai 2013.
- von 2013 bis 2015 der spanische Adolfo Nicolás Pachón[5]
- von 2016 bis 2018 der Schweizer Kapuziner Mauro Jöhri[6]

## Kommissionen
Die USG hat verschiedene Kommissionen eingerichtet, die teils ständig tätig sind, teils ad hoc gebildet werden. So arbeitet bereits seit 1972 eine Theologie-Kommission. Außerdem befassten sich Kommissionen mit dem Kirchenrecht und der Ökumene. Von 1969 bis 1974 tagte eine Kommission für Ausbildungsfragen. 